# Миранте до Вале
Миранте до Вале (порт. Mirante do Vale) је облакодер од 170 метара, изграђен у граду, Сао Пауло. је највиши облакодер у Бразил више од 50 година, завршена је 1960, и има 51 спрата.